# ألكسيوس الخامس الطربزوني
ألكسيوس الخامس الطربزوني، المعروف أيضًا باسم ألكسيوس الخامس ميغاس كومنين (باليونانية: Ἀλέξιος Σκαντάριος Μέγας Κομνηνός)، (وُلِد عام 1454 وتوفي في 1 نوفمبر 1463)، كان إمبراطورًا لطربزون مدة وجيزة جدًا خلال شهر أبريل من عام 1460. خلف عمه يوحنا الرابع في الحكم، لكن لم يلبث أن خلعه عمه الآخر داود، الذي استولى على العرش بدعم من أسرة الكابازيين.
كان ألكسيوس هو الابن والوريث الوحيد المعروف لإسكندر، شقيق يوحنا الرابع وداود، والذي شغل سابقًا منصب الإمبراطور المشارك مع يوحنا قبل أن يتوفى قبيل عام 1460. وبوفاة إسكندر، أصبح ألكسيوس وريثًا شرعيًا لعرش طربزون. غير أن حكمه لم يدم طويلًا، إذ أُطيح به سريعًا على يد داود.
أَعدم العثمانيين ألكسيوس في القسطنطينية مع أفراد أسرته في عام 1463، بعد مرور عامين على فتح طربزون، بعد اتهام داود بالتآمر على السلطان العثماني محمد الفاتح.

## حياته
وُلِد ألكسيوس الخامس ميغاس كومنين عام 1454، وكان الابن الوحيد المعروف لإسكندر ميغاس كومنين، الذي شغل منصب الإمبراطور المشارك في حكم إمبراطورية طربزون، وزوجته مارية جاتيلوسيو، ابنة دورينو جاتيلوسيو الأول حاكم جزيرة ليسبوس. يُشار إلى إسكندر في بعض المصادر باسم "اسكنطاريوس"، وكان الابن المعين كوريث للإمبراطور ألكسيوس الرابع ميغاس كومنين (1417–1429). إلا أن ألكسيوس الرابع اغتيل عام 1429، فخلفه ابنه الآخر يوحنا الرابع، الذي حكم حتى عام 1460.
شهدت العلاقة بين يوحنا الرابع وشقيقه إسكندر في البداية توترًا وعداءً، لكنها انتهت بالمصالحة، ويُرجَّح أن يوحنا قاسم إسكندر المُلك في خمسينيات القرن الخامس عشر، إذ لم يكن له أبناء شرعيون، وفضّل شقيقه إسكندر على شقيقه الأصغر داود كوريث للعرش. لكن وفاة إسكندر سبقت وفاة يوحنا، مما أدى إلى تعيين ألكسيوس الصغير وريثًا رسميًا للعرش الطربزوني.
تولى ألكسيوس العرش الإمبراطوري مدة وجيزة فقط عقب وفاة عمه، إلا أن عمه الآخر داود أطاح به في أبريل 1460 واستولى على الحكم لنفسه. كان داود رجلًا بالغًا وذو خبرة، ويبدو أنه اعتبر نفسه الأجدر بتولي العرش في تلك المرحلة. استولى داود على السلطة بسرعة كبيرة، مستندًا إلى دعم قوي من أسرة الكابازيين الأرستقراطية. وتُشير بعض المصادر المعاصرة أو القريبة من عصر الحدث إلى أن داود خلف يوحنا الرابع مباشرة دون فاصل زمني. ومع ذلك، يذكر المؤرخ لاونيكوس تشالكوكونديلس أن داود لم يخلف يوحنا مباشرة، بل انتزع العرش من ابن أخيه الشاب.
لا تُعرف تفاصيل دقيقة عن حياة ألكسيوس بعد عزله وحتى وفاته، إذ تختلف الروايات بشأن مصيره. فبعض المصادر تشير إلى أنه عاش في المنفى في بيرا قرب القسطنطينية، بينما تفيد روايات أخرى بأنه بقي في طربزون. تذكر مصادر لاحقة أن السلطان العثماني محمد الفاتح، الذي فتح القسطنطينية عام 1453، اتخذ ألكسيوس الشاب مرافقًا له في وقت من الأوقات.
غزا محمد الثاني طربزون في 15 أغسطس 1461، وسمح لداود (عم ألكسيوس) بالإقامة مع عائلته قرب أدرنة. غير أن السلطان اتهمهم لاحقًا، في عام 1463، بالتآمر والخيانة. ويُحتمل أن تكون هذه التهم مرتبطة بوقوع طربزون آنذاك تحت سيطرة أوزون حسن زعيم الآق قويونلو صهر داود. كان ألكسيوس يعيش مع داود وأبنائه في تلك المدة.
يُقال إن ألكسيوس اعتنق الإسلام مؤقتًا بعد اتهامه بالخيانة، ثم عاد إلى المسيحية بعد مدة وجيزة. في 1 نوفمبر 1463، أُعدم مع داود وأبناء داود في إسلامبول. أعلنت الكنيسة الأرثوذكسية الشرقية في يوليو 2013 أن ألكسيوس وداود وأبناء داود الذين أُعدموا قديسين.

## الملاحظات
1. ↑  يُذكر ألكسيوس الخامس بأسماء مختلفة، منها "ألكسيوس اسكنطاريوس كومنين"[1] أو "ألكسيوس ميغاس كومنين".[2] ويُعتقد أن اسم "اسكنطاريوس" ذو أصل تركي، ويُنسب أحيانًا إلى والد ألكسيوس، إسكندر[الإنجليزية]،[3] وربما يكون مشتقًا من اللفظ التركي - العربي للاسم، أي "إسكندر".[4]
2. ↑  كان يُعتقد خطأً أن ألكسيوس هو ابن شقيق إسكندر، يوحنا الرابع، ولكن أظهرت الوثائق المعاصرة أنه في الحقيقة كان ابن إسكندر.

### الفهرس

#### منشورات
1. 1 2 3  PLP، 12085. Κομνηνός, Ἀλέξιος Σκαντάριος.
2. 1 2  Schmuck (2003), vol. 1, p. 31.
3. ↑  Kuršanskis (1979), p. 239.
4. ↑  Finlay (1851), p. 460–461.
5. 1 2 3  Williams (2007), p. 184.
6. 1 2 3  Kuršanskis (1979), p. 242.
7. ↑  Williams (2007), p. 181.
8. 1 2  Kuršanskis (1979), p. 244.
9. 1 2 3  Grosvenor (1895), p. 103.
10. ↑  Williams (2007), p. 186.
11. ↑  Kuršanskis (1979), p. 243.
12. ↑  Williams (2007), p. 185.
13. ↑  Karpov (2012), p. 80–81.

### مواقع الشابكة
1. ↑  "Canonization Of New Saints By The Ecumenical Patriarchate" (بالإنجليزية). Ecumenical Patriarchate: Orthodox Metropolitanate of Hong Kong and South East Asia. 2 Aug 2013. Archived from the original on 2024-11-07. Retrieved 2021-11-26.

### معلومات المراجع

#### الكتب
- George Finlay (1851), The history of Greece, from its conquest by the crusaders to its conquest by the Turks, and of the empire of Trebizond: 1204-1461 (بالإنجليزية), Edinburgh: Blackwood & Sons, OCLC:757680, QID:Q133880158
- Edwin A. Grosvenor (1895), Constantinople (بالإنجليزية), Boston: Roberts Brothers, OCLC:1042475293, QID:Q133880202
- Hilmar Schmuck (2003). Greek Biographical Index (بالإنجليزية والألمانية والإغريقية). Munich: K. G. Saur Verlag. ISBN:978-3-598-34206-6. OCLC:51211140. QID:Q133894462.
- Trapp, Erich; Beyer, Hans-Veit; Walther, Rainer; Sturm-Schnabl, Katja; Kislinger, Ewald; Leontiadis, Ioannis; Kaplaneres, Sokrates (1976–1996). Prosopographisches Lexikon der Palaiologenzeit (in German). Vienna: Verlag der Österreichischen Akademie der Wissenschaften. ISBN 3-7001-3003-1.

#### مقالات محكمة
بالإنجليزية
- Kelsey Jackson Williams (2007). "A Genealogy of the Grand Komnenoi of Trebizond". Foundations: The Journal of the Foundation for Mediaeval Genealogy (بالإنجليزية). 3 (2): 171–189. hdl:10023/8570. ISSN:1479-5078. QID:Q133880245.
- Sergey Karpov (2012). "New Archival Discoveries of Documents Concerning the Empire of Trebizond". Ankara Üniversitesi Güneydoğu Avrupa Çalışmaları Uygulama ve Araştırma Merkezi Dergisi (بالإنجليزية). 1 (1): 73–85. DOI:10.1501/GAMER_0000000007. hdl:20.500.12575/47390. ISSN:2146-054X. OCLC:5855375776. QID:Q133880317.

بالفرنسية
- Michel Kuršanskis (1979). "La descendance d'Alexis IV, empereur de Trébizonde: Contribution à la prosopographie des Grands Comnènes". Revue des études byzantines (بالفرنسية). 37: 239–247. DOI:10.3406/REBYZ.1979.2098. ISSN:0766-5598. OCLC:754218890. QID:Q133894189.

| ألكسيوس الخامس الطربزوني عاهل آل كومنينولد: 1454 توفي: 1 نوفمبر 1463 |                      |           |
| ألقاب ملكية                                                          |                      |           |
| سبقه يوحنا الرابع                                                    | إمبراطور طربزون 1460 | تبعه داود |